# Science Foundation Ireland
Science Foundation Ireland (SFI, en Gaèlic irlandès Fondúireacht Eolaíochta Éireann) és una agència de la República d'Irlanda creada el 2003 amb la missió de finançar la investigació en sectors estratègics, en particular el sector de la biotecnologia (Irlanda seria un dels primers països en genètica molecular, segons criteris científicsomètrics) en general, així com en les tecnologies de la informació i la comunicació. Depèn del Ministeri d'empresa, de comerç i d'innovació (actualment Mary Hanafin) i no del Departament d’Ensenyament. La majoria del finançament públic es concentra, doncs, en aquests sectors, en detriment d'altres sectors que es consideren de menor interès en termes de recerca i desenvolupament.
IFC gestiona 1.800 milions d’euros dotats en virtut del Nations Development Plan (2007-2013) i de l' Estratègia per a la ciència, la tecnologia i la innovació. El seu pressupost el 2011 ascendia a 161 milions d'euros, onze milions més que el 2010. De mitjana, finança els seus projectes a una escala que oscil·la entre els 100.000 i el milió d’euros anuals. El 2000-2005 va ser responsable de gairebé la meitat dels fons assignats en el marc del pla nacional de desenvolupament, és a dir, 650 milions euros sobre 1.300 milions d'euros. IFC participa en el finançament de l’observatori Very Energetic Radiation Imaging Telescope Array System situat als Estats Units.

### Directors generals
- William Harris (2001-2006)
- Mark Keane (2006-2007)
- Frank Gannon (2007-2010)
- Graham Love (2010-)

### Presidents
- Dr Pat Fottrell (2003-2011)
- Ann Riordan (2011-2018)
- Peter Clinch (2019-)